# الکساندر تکاچوک
الکساندر تکاچوک (انگلیسی: Oleksandr Tkachuk؛ زادهٔ ۲۰ نوامبر ۱۹۸۵) بازیکن فوتبال اهل اوکراین است.
از باشگاه‌هایی که در آن بازی کرده‌است می‌توان به باشگاه فوتبال کریفباس کریفیی ریه، باشگاه فوتبال قزل‌قوم زرافشان، باشگاه فوتبال الاتحاد (سوریه)، باشگاه فوتبال تاوریا سیمفروپول، و باشگاه فوتبال ویدتون اشاره کرد.